# DYP
DYP(DYP Co. Ltd.)는 대한민국의 자동차 엔진 피스톤 기업이다. 본사는 경기도 안산시 단원구 해봉로255번길 16에 위치해 있으며 대표이사는 홍순겸이다. DYP는 동양피스톤의 영문약자이다. 미국 미국 포드에 피스톤을 공급하고 있다
매출은 자동차피스톤 53%, 산업용 피스톤 26%, 파워셀 모듈 및 설비 매출이 21%이다.
BMW, 아우디 등에 부품을 납품하고 있다

## 역사
2018년 11월 우신공업의 수소연료전지 자동차용 인클로저 사업부를 인수하였다

## 상장
2017년 12월 8일에 주관사를 IBK투자증권으로 공모가 5,700원에 코스닥 시장에 상장하였다.

## 자회사
- 오리엔스

## 참고문헌
1. ↑  이승열, 홍순겸 동양피스톤 대표이사 회장, 비지니스포스트, 2024-04-02
2. ↑  '기아 EV6' 날개단 동양피스톤, 친환경 부품 사업 순항, 디일렉, 2021년 7월 5일
3. ↑  동양피스톤, 포드社와 894억 규모 피스톤 공급계약 外, 딜사이트, 2023년 12월 21일
4. ↑  하나증권 종목분석보고서-동양피스톤, 2018년 3월 13일
5. ↑  품질로 독일 부품업체 누른 동양피스톤, 조선비즈, 2017-12-08
6. ↑  인팩·동양피스톤, 전기·수소車 선제 투자…포르쉐·루시드도 뚫었다, 한국경제, 2021년 9월 28일